# Адам Смит
Адам Смит (на английски: Adam Smith) е шотландски социален философ, един от основоположниците на политическата икономия и основна фигура на Шотландското просвещение.
Наричан понякога „Баща на икономическата наука“ или „Баща на капитализма“, Смит е автор на две класически книга - „Теория на моралните чувства“ (1759) и „Изследване на природата и причините за богатството на народите“ (1776). Втората от тези книги, обикновено наричана само „Богатството на народите“, се смята за неговия magnum opus и за първия съвременен труд на икономическата наука като цялостна система и академична дисциплина. Смит се отказва от обяснението на богатството и властта чрез волята на Бог и го търси в природни, политически, обществени, стопански, правни и технически фактори и взаимодействия. Тя му донася голяма слава и се превръща в един от най-влиятелните икономически трудове в историята.

## Биография

### Произход и образование (1723 – 1746)
Роден е през 1723 година в шотландския град Кърколди. Негова майка е Маргарет Дъглас, а баща му, също с името Адам Смит, е юрист и държавен чиновник, който се жени за Маргарет през 1720 година и умира два месеца преди раждането на сина си. Точната дата на раждането му е неизвестна, но кръщението му е регистрирано на 16 юни (5 юни стар стил). Сведенията за детството на Смит са ограничени. Според неговия биограф от 19 век Джон Рай, на четиригодишна възраст той е отвлечен за кратко от цигани.
Адам Смит е близък със своята майка, която изглежда насърчава научните му амбиции. От 1729 до 1737 година той учи в училището Бърг в Кърколди, смятано за едно от най-добрите в Шотландия по това време. Там той изучава латински език, математика, история и писане.
Четиринадесетгодишен, Смит постъпва в Глазгоуския университет, където учи морална философия при Франсис Хътчисън. Тук той развива своята страст към свободата, разума и свободата на словото. През 1740 година получава стипендия, която му дава възможност да постъпи в Бейлиъл Колидж в Оксфордския университет.
Самият Адам Смит оценява обучението си в Глазгоу като далеч по-добро от това в Оксфорд, което намира за задушаващо в интелектуално отношение. По-късно той пише в „Богатството на народите“: In the university of Oxford, the greater part of the public professors have, for these many years, given up altogether even the pretence of teaching. („В Оксфордския университет по-голямата част от преподавателите са се отказали от преди толкова много години дори да се преструват, че обучават.“) Също там той коментира ниското качество на обучението и слабата интелектуална активност в английските университети, в сравнение с шотландските. Той отдава това на големите финансови фондове на колежите в Оксфорд и Кеймбридж, които правят доходите на преподавателите независими от тяхната способност да привличат студенти, както и на факта, че изтъкнати учени могат да живеят още по-удобно като висши свещенослужители на Англиканската църква.
Смит се оплаква на свои приятели, че когато служители на университета откриват, че чете „Трактат за човешката природа“ на Дейвид Хюм, му отнемат книгата и му налагат строго наказание. Според Уилям Робърт Скот Оксфорд почти не оказва влияние върху бъдещия принос на Смит към икономиката. Въпреки това, Адам Смит използва времето си в Оксфорд, за да се самообразова, прочитайки много книги от богатите библиотеки на университета. Съдейки по писмата му, останалото му време там съвсем не е щастливо. Към края на престоя си в Оксфорд той започва да страда от припадъци, вероятно симптоми на нервен срив. Той напуска Оксфордския университет през 1746 година, преди пълното изтичане на стипендията.

### Академична кариера (1747 – 1763)
Адам Смит започва да изнася публични лекции през 1748 година в Единбургския университет с подкрепата на Единбургското философски дружество и лично на Хенри Хоум. Лекциите му са на тема реторика и белетристика, а по-късно и „напредъкът на изобилието“. По този въпрос той за пръв път излага своята икономическа философия за „очевидната и проста система на естествена свобода“. Макар че Смит не е особено умел в ораторското изкуство, лекциите му са приети добре.
През 1750 година Адам Смит се запознава лично с Дейвид Хюм, който е по-възрастен от него с повече от десет години. Въпреки това, в своите трудове в областта на историята, политиката, философията, икономиката и религията, Смит и Хюм са свързани по-тясно помежду си, отколкото с всеки друг от водещите фигури на шотландското Просвещение.
През 1751 година Смит получава професорско място в Глазгоуския университет, където преподава логика, а през следващата година е избран за член на Единбургското философско дружество. През 1753 заема катедрата по морална философия в Глазгоуския унивреситет. Той преподава там през следващите тринадесет години, които сам определя като „най-ползотворният и следователно най-щастливият и почетен период“ в живота си.
През 1759 година Адам Смит публикува книгата „Теория на моралните чувства“ („The Theory of Moral Sentiments“), в която са включени и някои от глазгоуските му лекции. Този труд разглежда зависимостта на човешкия морал от симпатията между агент и наблюдател или между индивида и останалите членове на обществото. Смит дефинира „симпатията“ като изпитване на „морални чувства“. За разлика от Антъни Ашли-Купър и Франсис Хътчисън преди него, той основава своите разсъждения не на конкретно „морално чувство“, нито на полезността, както прави Дейвид Хюм, а именно на тази симпатия. След излизането на „Теория на моралните чувства“ Смит става толкова популярен, че заможни студенти пристигат в Глазгоу от чужбина, за да слушат неговите лекции.
През следващите години Адам Смит започва да отделя повече внимание в своите лекции на правото и икономиката, отколкото на своите теории за морала. Например, той преподава, че причината за нарастването на националното богатство е трудът, а не количеството злато или сребро в държавата, както твърдят последователите на меркантилизма, водещата икономическа теория в Западна Европа по това време.

### Пътувания и „Богатството на народите“ (1763 – 1778)
В края на 1763 година Адам Смит получава предложение от Чарлз Тауншънд, с когото го е запознал Дейвид Хюм, да стане частен учител на неговия доведен син Хенри Скот, херцог на Баклу. Тауншънд му предлага годишна заплата от 300 паунда плюс разноските, както и пожизнена пенсия от 300 паунда, което е около два пъти повече от дохода му като професор. Смит напуска университета и прави опит да върне на студентите си получените такси, но те отказват да приемат.
Докато обучава Хенри Скот, Адам Смит пътува заедно с него из Европа. Първоначално те отиват в Тулуза, където остават около година и половина. По собствените му думи Смит намира града донякъде скучен и той пише на Хюм, че е „започнал да пише книга, за да му минава времето“. След обиколка в Южна Франция групата отива в Женева, където Смит се запознава с философа Волтер, а след това заминават за Париж.
В Париж Адам Смит се запознава с някои от водещите интелектуалци на епохата, които оказват влияние върху по-късните му трудове. Сред тях са Ан Робер Жак Тюрго, Жан льо Рон д'Аламбер, Андре Мореле, Клод Адриан Хелвеций и най-вече Франсоа Кене, водачът на школата на физиократите. Впечатлен от неговите идеи, Адам Смит възнамерява да му посвети „Богатството на нациите“, но Кене умира преди издаването на книгата. Физиократите се противопоставят на меркантилизма, като тяхното мото е „Laissez faire et laissez passer, le monde va de lui même!“.
Физиократите стават известни и с твърденията си, че истинско богатство създава само селскостопанската дейност, но не и търговията и промишлеността, макар че те не изразяват изцяло възгледите им, а са по-скоро аргумент в полемиката им срещу аристокрацията и църквата. По това време Франция е в тежко икономическо положение, предизвикано от войните и голямото потребление на стоки и услуги, за които се смята, че нямат икономическа стойност. Според физиократите, аристокрацията и църквата отклоняват ресурси от икономическото развитие, а селското стопанство е останало единственият сектор, допринасящ за богатството на страната.
Сравнявайки положението във Франция с това в Англия, Адам Смит стига до извода, че възгледите на физиократите са „с всички [техни] несъвършенства [може би] най-доброто приближение до истината, която тепърва трябва да бъде публикувана по темата за политическата икономия“. Разграничението между продуктивен и непродуктивен труд (при „стерилната класа“ на физиократите) се превръща в основна тема за формиращата се през този период класическа икономическа теория.
През 1766 година по-малкият брат на Хенри Скот умира в Париж и малко след това обиколката на Адам Смит като частен учител приключва. Той се завръща в родния Кърколди и посвещава следващите десет години на създаването на своя magnum opus. Там той се сприятелява с Хенри Мойс, сляп младеж, който вече показва забележителни способности. Освен че лично го обучава, Смит осигурява помощта на Дейвид Хюм и Томас Рийд за по-нататъшното му образование. През май 1773 година Адам Смит е избран за члена на Лондонското кралско дружество, а през 1775 – на Литературния клуб.
През 1776 година той издава „Богатството на народите“ („The Wealth of Nations“) и книгата се превръща в голям успех, като първото издание е продадено само за шест месеца. В нея застъпва дедуктивния метод, който тръгва от природата на човека, неговите егоистични мотиви, които управляват общественото производство. Прилага с успех индуктивния метод, започвайки с отделни съществени подробности, от които извежда общи заключения. Служи си с емпирично-описателния метод, като изхожда от външното, емпирично изследване и описание, категоризира и изследва явленията и процесите в икономиката.
Във всяко общество цената на всяка стока се свежда в последна сметка до едната или до другата, или до всичките тези три части (б.а. – труд, капитал и земя) и във всяко цивилизовано общество и трите влизат повече или по-малко като съставни части в цената на повечето стоки.

### Последни години (1778 – 1790)
През 1778 година Адам Смит е назначен на поста комисар на митниците в Шотландия и се премества с майка си в Единбург, където остава до края на живота си. През 1783 Единбургското философско дружество, в което той членува, получава кралска харта и е преобразувано в Единбургско кралско дружество, на което той автоматично става един от членовете основатели. От 1787 до 1789 година Смит заема почетния пост лорд-ректор на Глазгоуския университет.
Адам Смит умира в северното крило на Панмър Хаус в Единбург на 17 юли 1790 година след тежко заболяване и е погребан в близкия Канънгейт Къркярд. На смъртното си легло той изразява разочарованието си, че не е успял да постигне повече.
Адам Смит оставя литературното си наследство на двама свои приятели от шотландските академични кръгове – физика и химик Джоузеф Блек и геолога Джеймс Хътън. Той оставя множество бележки и непубликувани материали, но оставя указания всичко, което не става за публикуване, да се унищожи. Според него една преди непубликувана „История на астрономията“ („History of Astronomy“) вероятно е подходяща за издаване и тя наистина е публикувана през 1795 година, заедно с други неиздавани текстове, като „Есета на философски теми“ („Essays on Philosophical Subjects“). Личната библиотека на Адам Смит е наследена от неговия племенник Дейвид Дъглас, който живее известно време с него.

## Характер, външност и възгледи
Малко е известно за личните възгледи на Адам Смит, извън това, което може да се предположи от неговите публикации. По негово желание личните му документи са унищожени след смъртта му. Той никога не се жени и изглежда поддържа близки отношения с майка си, с която живее след връщането си от Франция и която умира шест години преди него.
Смит, често описван като типичния разсеян професор, е смятан от историците за ексцентричен, но добронамерен интелектуалец, комично разсеян, с особен начин на говорене и походка и усмивка на „неизразима благост“. Известен е с това, че си говори сам, навик, който придобива в детството си, когато си говори сам и се усмихва, погълнат от разговори с невидими събеседници. Понякога има пристъпи на въображаема болест, а в кабинета си има високи купчини с книги и документи.
Различни анекдоти описват разсеяността на Адам Смит. Според един от тях, той завел Чарлз Тауншънд на обиколка в кожарска фабрика и докато обсъждали свободната търговия, паднал в голяма дъбилна яма, откъдето се наложило да го вадят. При друг случай той сложил хляб и масло в чайника, изпил получената смес и заявил, че това е най-лошият чай, който някога е пил. Според друг разказ, Смит излязъл навън по нощница и докато размишлявал, се озовал на 15 мили от дома си, преди звънът на църковните камбани да го върне към действителността.
Джеймс Бозуел, студент на Адам Смит в Глазгоуския университет, който по-късно го познава и от Литературния клуб, разказва, че според Смит обясняването на идеите му в разговор би навредило на продажбите на книгите му, поради което той не впечатлявал като събеседник. Според Бозуел той веднъж заявил на Джошуа Рейнолдс, че си е създал правило „в компания никога да не говори за нещо, от което разбира“.
Според съвременниците му Адам Смит има странен външен вид и е описван като човек с „голям нос, изпъкнали очи, издадена долна устна, нервни тикове и проблеми с говора“. Самият той бил казал: „Аз съм красив само в книгите си“. Смит рядко позирал за портрети, така че повечето му изображения, създадени приживе, са рисувани по памет. Най-известните му портрети са профилът от Джеймс Таси и две гравюри от Джон Кей, които служат за основа на по-късните портрети от 19 век.
Сред изследователите се водят значителни спорове за религиозните възгледи на Адам Смит. Баща му проявява силен интерес към християнството и принадлежи към умереното течение на Шотландската църква. Смята се за възможно самият Адам Смит да е заминал за Оксфорд с намерението да стане служител на Англиканската църква, но докато е там, той се отказва от християнството и според преобладаващото мнение, при връщането си в Шотландия той е вече деист. Някои съвременни автори като Роналд Коуз оспорват дори деистичните възгледи на Адам Смит, като твърдят, че макар той да говори в своите трудове за „Великия архитект на Вселената“, всъщност изследователите „силно преувеличават степента, в която Адам Смит се придържа към вярата за персонализиран Бог“.

## Произведения

### „Теория на моралните чувства“
През 1759 година Адам Смит публикува своята първа книга, „Теория на моралните чувства“ („The Theory of Moral Sentiments“). Той продължава да прави съществени промени в нея, като до смъртта му излизат още пет издания – през 1761, 1767, 1774, 1781 и 1790 година. Макар че „Богатството на нациите“ се смята за най-влиятелния труд на Адам Смит, изглежда самият той е приемал „Теория на моралните чувства“ за по-важна.
В книгата Адам Смит прави критичен преглед на етичното мислене на епохата и приема, че съзнанието се формира от обществените отношения. Целта на автора е да обясни източникът на способността на хората да правят морални преценки, въпреки естествената склонност на човека към следване на собствения му интерес. Той излага своята теория за симпатията, според която наблюдението на околните кара хората да осъзнаят себе си и моралността на собственото си поведение.
В миналото изследователите виждат известно противоречие между „Теория на моралните чувства“ и „Богатството на народите“ – докато първата книга акцентира върху симпатията към околните, втората се фокусира върху ролята на личния интерес. В същото време повечето съвременни анализи на творчеството на Адам Смит не намират такова противоречие. Според тях в „Теория на моралните чувства“ Смит развива психологическата теория, че индивидите търсят одобрението на „безпристрастен наблюдател“ в резултат на естествено желание външните наблюдатели да им симпатизират. Вместо да разглеждат двете книги, като излагащи несъвместими възгледи за човешката природа, съвременните изследователи смятат, че те се фокусират върху различни страни на човешката природа, които се проявяват в различна степен според конкретната ситуация.

### „Богатството на народите“
Това е най-известният труд на Адам Смит. В него той за първи път застъпва дедуктивния метод, който тръгва от природата на човека, неговите егоистични мотиви, които управляват общественото производство. Прилага с успех индуктивния метод, започвайки с отделни съществени подробности, от които извежда общи заключения. Служи си с емпирично – описателния метод – изхождайки от външното, емпирично изследване и описание, категоризира и изследва явленията и процесите в икономиката. По този начин, редувайки различни методи, обяснява едни и същи процеси.
Смит свързва истинското богатство не с парите, а с жизнения стандарт на домакинството. Философията на Смит следва основните положения на трудовата теория за стойността. Заедно с това, той разкрива основите на доходите от факторите за производство. Внимание заслужават два възгледа. За личните интереси на индивида, Смит взема за начало на системата произвеждащия индивид, при който главният мотив е егоистичният интерес. Чрез умелото съчетаване на различни интереси, хората спомагат за развитието на обществото. Във връзка с първия мотив е и вторият мотив за „невидимата ръка“, тоест когато индивидът „има предвид собствената си изгода, бива насочван от невидима ръка, да съдейства за една цел, която съвсем не е влизала в неговите намерения“. Това ще рече, че ако на хората се даде икономическа свобода на действие, те заедно с преследването на своите интереси ще умножат както индивидуалното, така и общественото богатство.
„Богатството на народите“ се състои от пет книги.
- Първата книга разглежда разделението на труда и пазара, теориите за стойността, същността на парите, цената, работната заплата, печалбата, рентата и пр.
- Втората книга анализира същността и делението на капитала на основен и оборотен, видове капитал, парите като форма на проявление на капитала и паричното обращение и на възпроизводството на обществения продукт.
- Третата разглежда икономическата политика като фактор за нарастване на богатството.
- Четвъртата книга разглежда различните теории за стопанската политика.
- Петата критикува недостатъците на феодалната данъчна система и показва принципите, върху които да се изгражда капиталистическата данъчна система.

### Други произведения
След смъртта на Адам Смит повечето му ръкописи са унищожени по негово желание. През последните си години той изглежда подготвя два големи трактата – върху теорията и историята на правото и върху науките и изкуствата. Посмъртно публикуваните „Есета на философски теми“ („Essays on Philosophical Subjects“), една история на астрономията до времето на Смит и някои разсъждения за древната физика и метафизика вероятно са част от втория подготвян трактат.
„Лекции по юриспруденция“ („Lectures on Jurisprudence“) са бележки от ранните лекции на Адам Смит и, заедно с една ранна чернова на „Богатството на народите“, са публикувани през 1976 година в Глазгоуското издание на неговите съчинения. Други негови произведения са „Лекции за справедливостта, полицията, доходите и оръжията“ („Lectures on Justice, Police, Revenue, and Arms“; 1763, първа публикация през 1896) и „Трактат за общественото богатство“ („A Treatise on Public Opulence“; 1764, първа публикация през 1937).

## Наследство

### В икономическата наука
„Богатството на народите“ на Адам Смит се превръща в предвестник на съвременната икономическа наука. Така съвременният икономист Джордж Стиглър приписва на Смит „най-важното изходно твърдение на цялата икономическа наука“ и създаването на теорията за разпределението на ресурсите. Пол Самюелсън смята прилагането на търсенето и предлагането към заплати, ренти и печалба, което прави Адам Смит, за валиден и ценен предшественик на теорията за общото равновесие, формулирана столетие по-късно, а допускането му за краткосрочно и средносрочно нарастване на заплатите в резултат на натрупването на капитал и на изобретенията е реалистично продвиждане, изоставено неправилно от някои по-късни изследователи, като Томас Малтус, Дейвид Рикардо и Карл Маркс.
Адам Смит разглежда трудовата теория за стойността, според която вложеният труд е единствен източник на стойността на дадена стока, като приложима към примитивните общества, но не и към съвременната му икономическа система. През 19 век Дейвид Рикардо се опитва да адаптира трудовата теория към съвременните условия, а по-късно Карл Маркс я превръща в централен елемент на своята икономическа теория. В съвременната икономика използва по-различен подход, според който стойността се определя от това, колко са готова да дадат икономическите агенти, за да придобият съответната стока.
Още приживе възгледите на Адам Смит са спорни, а общият му подход и литературният ме стил предизвикват сатирични коментари от страна на торите. По-късно Йозеф Шумпетер отрича приносите му като неоригинални, а разсъжденията му като повърхностни, но за сметка на това достъпни за по-широк кръг читатели.

### Като символ на свободния пазар
Твърди се, че Маргарет Тачър обикновено носела копие на „Богатството на народите“ в ръчната си чанта.

### Портрети, паметници и банкноти
Във Великобритания образът на Адам Смит е отпечатан на банкноти, издадени от две различни банки. Портретът му присъства от 1981 година на банкнотите от 50 паунда, издавани от Клайдсдейл Банк в Шотландия, а от 2007 година и на нова серия банкноти от 20 паунда на Английската банка, с което той става първият шотландец, изобразен на английска банкнота.
На 4 юли 2008 година в Единбург е открит голям паметник на Адам Смит, изработен от скулптора Александър Стодарт. Той представлява бронзова статуя с височина 3 метра, разположена край катедралата Сейнт Джайлс.
В много от работите на скулптора Джим Санборн присъстват елементи, свързани с Адам Смит. Върху долната половина на „Въртящия се капитал“ в Щатския университет на Централен Кънектикът е изписан откъс от „Богатството на народите“, а в горната му половина – същият текст в двоичен код. В Университета на Северна Каролина в Шарлът се намира неговата скулптура „Пумпалът на Адам Смит“, а в Кливландския щатски университет – друга негова статуя на Смит.